# Neptosternus susinii
Neptosternus susinii är en skalbaggsart som beskrevs av Bilardo och Rocchi 2010. Neptosternus susinii ingår i släktet Neptosternus och familjen dykare. Inga underarter finns listade i Catalogue of Life.